# Museo de Aquitania
El Museo de Aquitania (en francés: Musée d'Aquitaine) es un museo francés, situado en Burdeos que conserva una importante colección de objetos y documentos de la historia de Burdeos y Aquitania.

## Historia
En su concepción actual, el Museo de Aquitania fue oficialmente creado en 1962 a iniciativa del museólogo Georges-Henri Rivière. Tras la Segunda Guerra Mundial, fue el responsable de organizar una red coherente de museos a escala nacional con la creación, en cada capital regional, de un museo que abarcase la historia de la región, apoyándose en la investigación científica y proponiendo una visión de conjunto. El Museo de Aquitania es el resultado de estas concepciones, como el Museo de Normandía o el Museo de Bretaña.
Al principio, el Museo de Aquitania compartía el edificio con el Museo de Bellas Artes. En los años 70, se trasladó el museo al edificio de la antigua Facultad de Ciencias y Letras de Burdeos, construidos a finales del siglo XIX por Pierre-Charles Durand, arquitecto de la ciudad, en el antiguo emplazamiento del Convento de Feuillants, donde fue enterrado Michel de Montaigne en 1592.
Tras la creación del museo, en las décadas siguientes se realizó un reajuste de las colecciones de todos los museos de la ciudad, reagrupando parte de las colecciones en el seno del museo: las colecciones del Museo de la Marina, creado en 1952, y las de la Sociedad Arqueológica de Burdeos así como las colecciones del Museo Prehistórico y Etnográfico o Museo de Armas y Objetos Antiguos. Entre 1982 a 1986, se llevó a cabo una ambiciosa política de adquisiciones y de renovación de su sede, reinaugurándose al público en 1987.
En 2009, el museo renovó de nuevo parte de sus espacios permanentes. Se otorgó gran espacio a los intercambios atlánticos y a la historia de la esclavitud.

## Ubicación
En el centro de Burdeos, cerca de Tour Pey-Berland y de la Catedral de San Andrés, se puede acceder al museo con la línea B del tranvía de Burdeos desde la estación Musée d'Aquitaine.

## Colecciones
Las diferentes colecciones incluyen más de 70000 piezas. Trazan la historia de Burdeos y Aquitania desde la Prehistoria hasta nuestros días. 5000 obras de arte de África y Oceanía también dan testimonio de la historia portuaria de la ciudad.

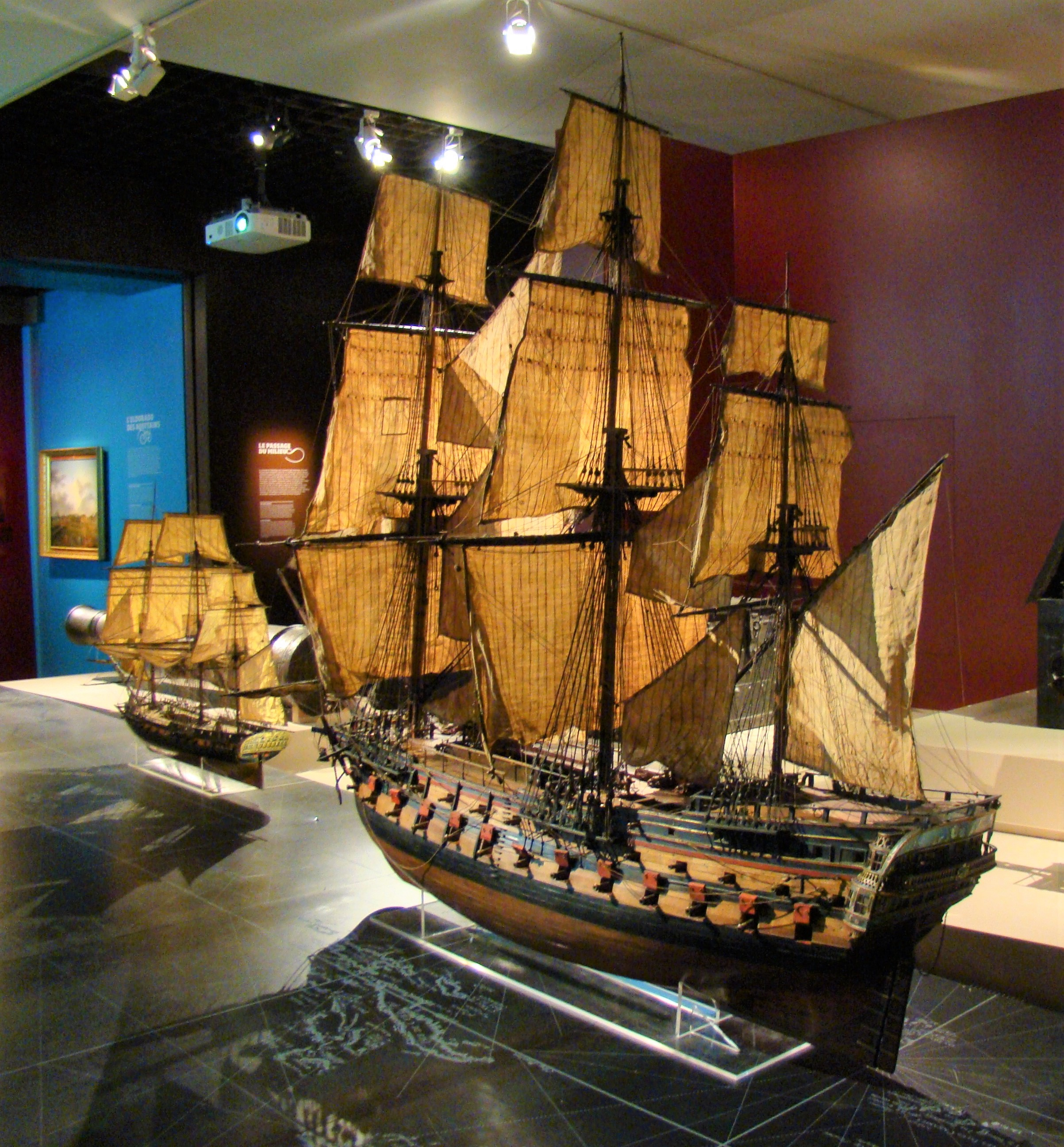
Espacios dedicados a la trata de esclavos

El museo cuenta con colecciones permanentes y exposiciones temporales. Las colecciones permanentes se distribuyen en dos plantas. En la planta baja hay piezas sobre la Prehistoria, la Protohistoria, el Imperio Romano, la Edad Media y la Edad Moderna. En el nivel 1, hay piezas del siglo XVIII (comercio atlántico y esclavitud), culturas del mundo, siglos XIX y XX (Bordeaux port-e-du monde, 1800–1939).

## Piezas notables[8]
- La Venus de Laussel.
- El torque de oro galo.
- El cenotafio de Michel de Montaigne.
- Bernini, Busto del Cardenal Escoubleau de Sourdis
- Estatua de bronce de Hércules (Finales del siglo II).
- Botella u orcel (siglo XIII).

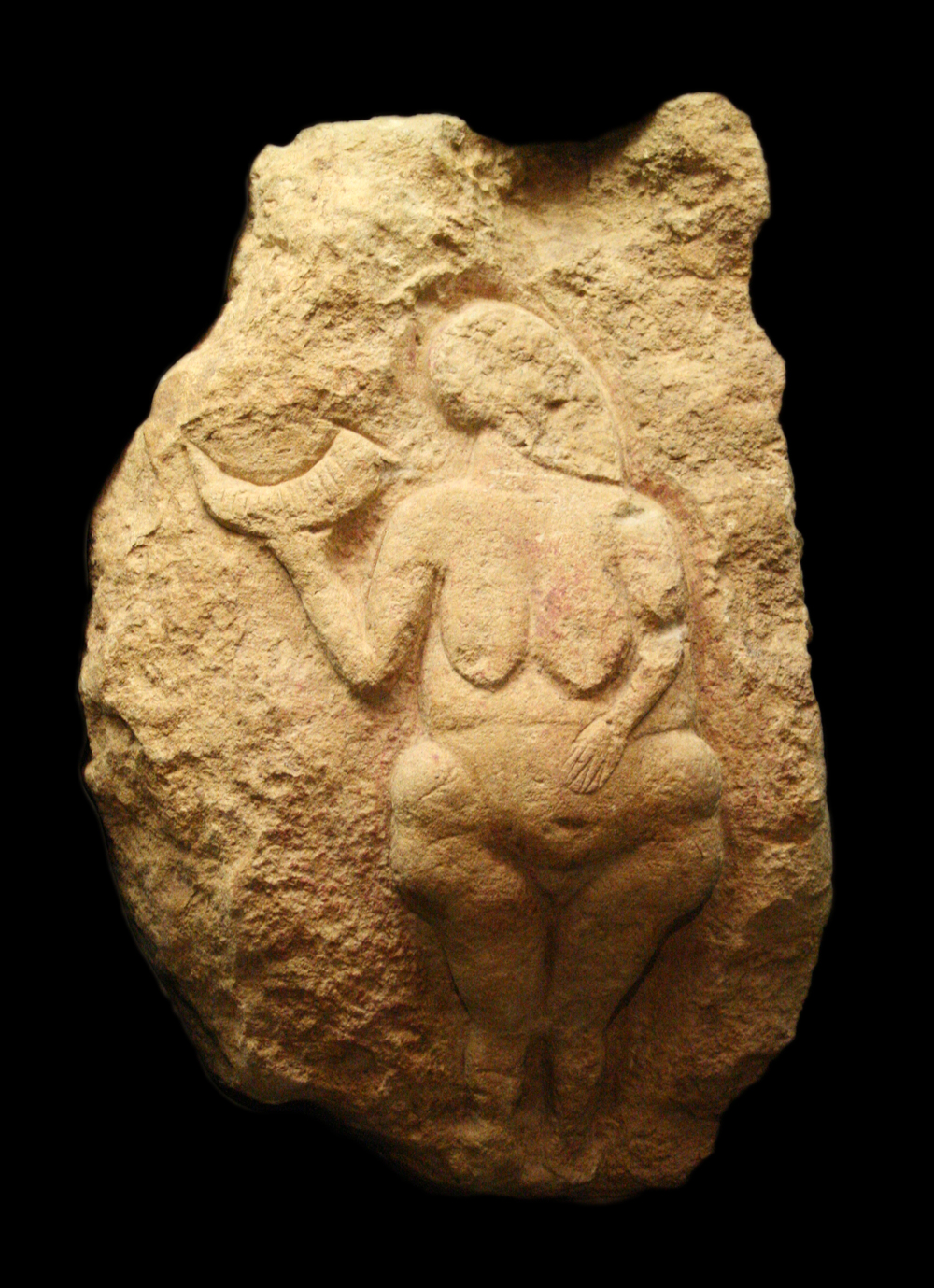
Venus de Laussel
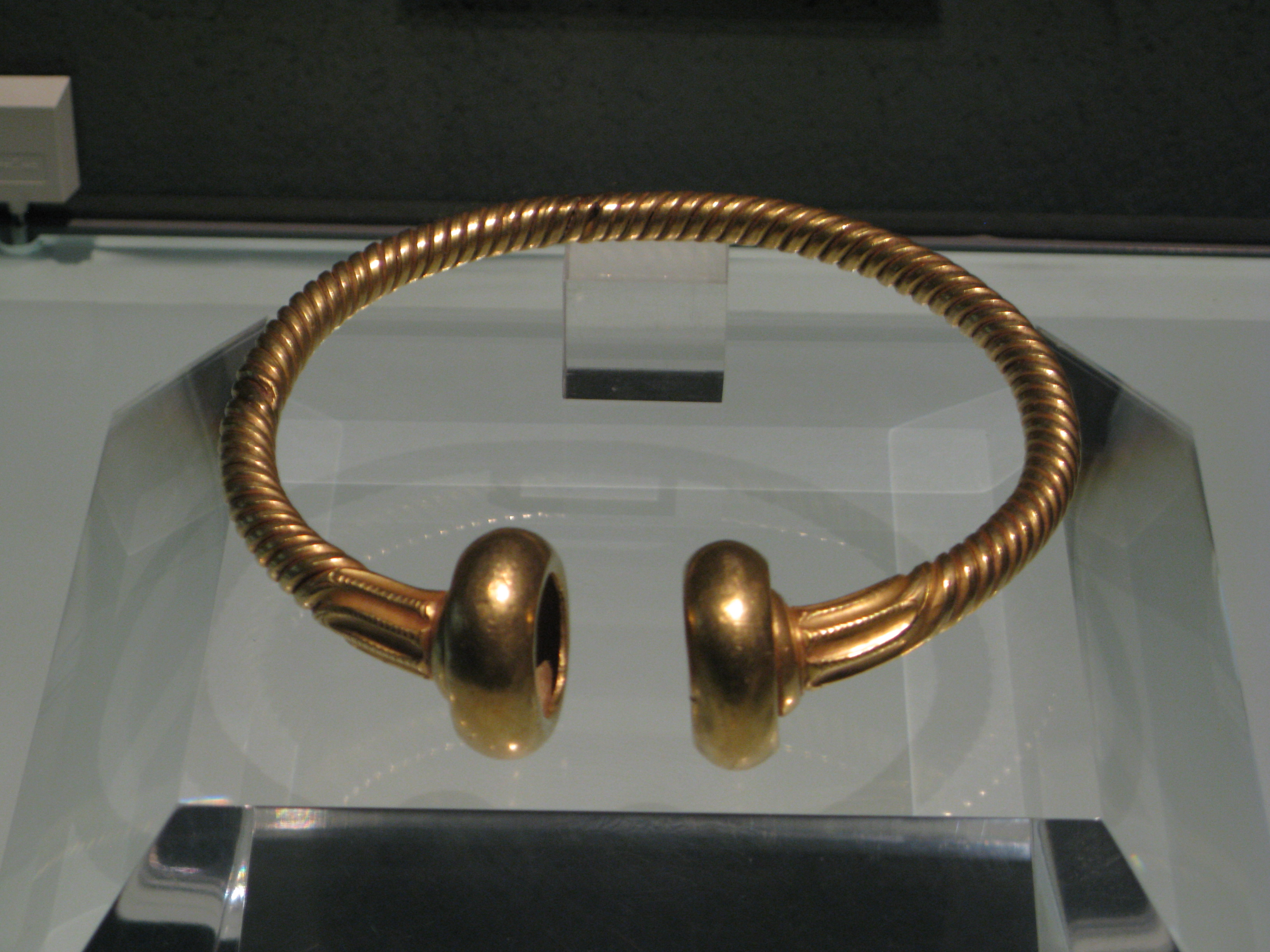
Torque de oro galo
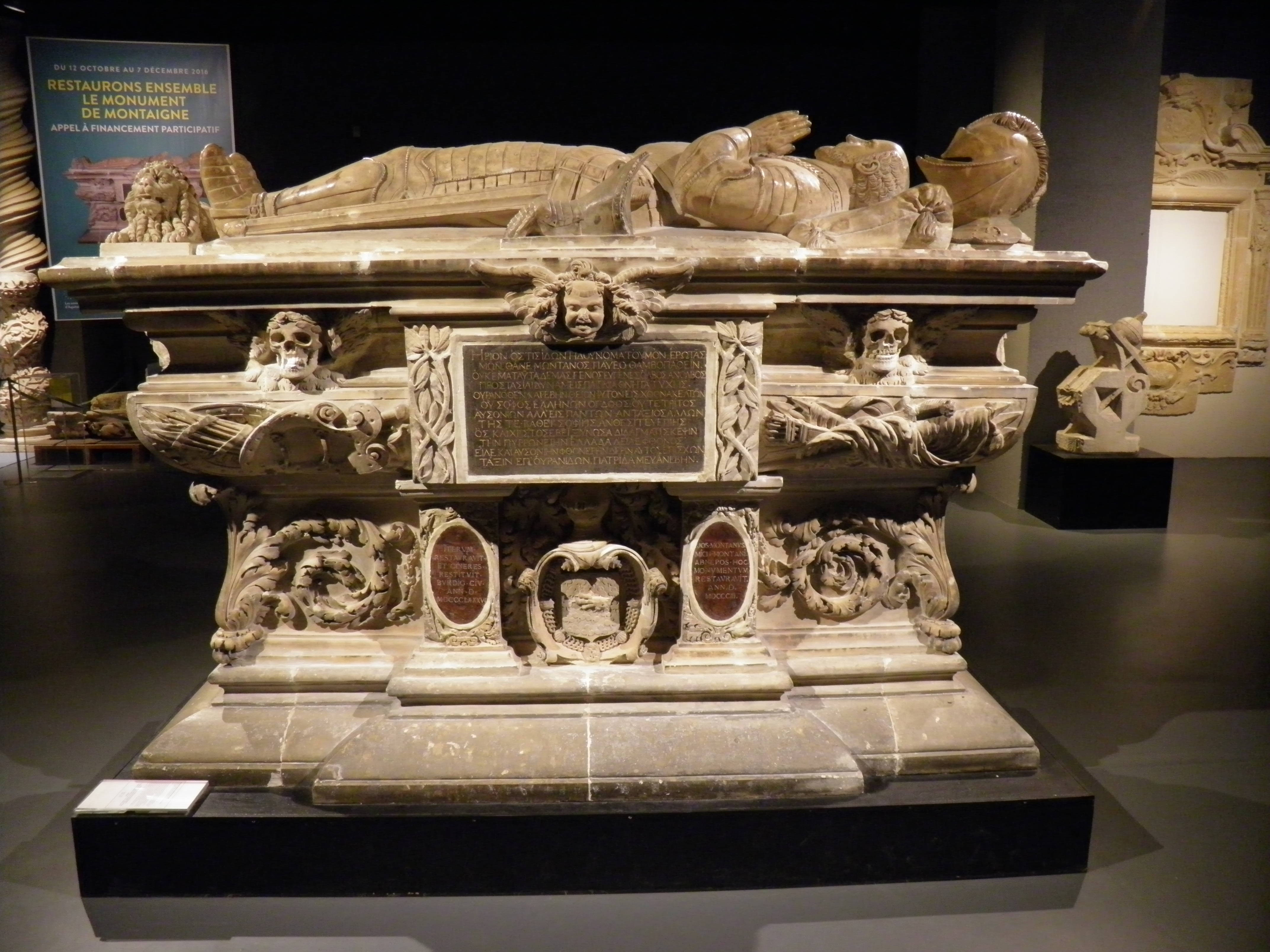
Cenotafio de Michel de Montaigne
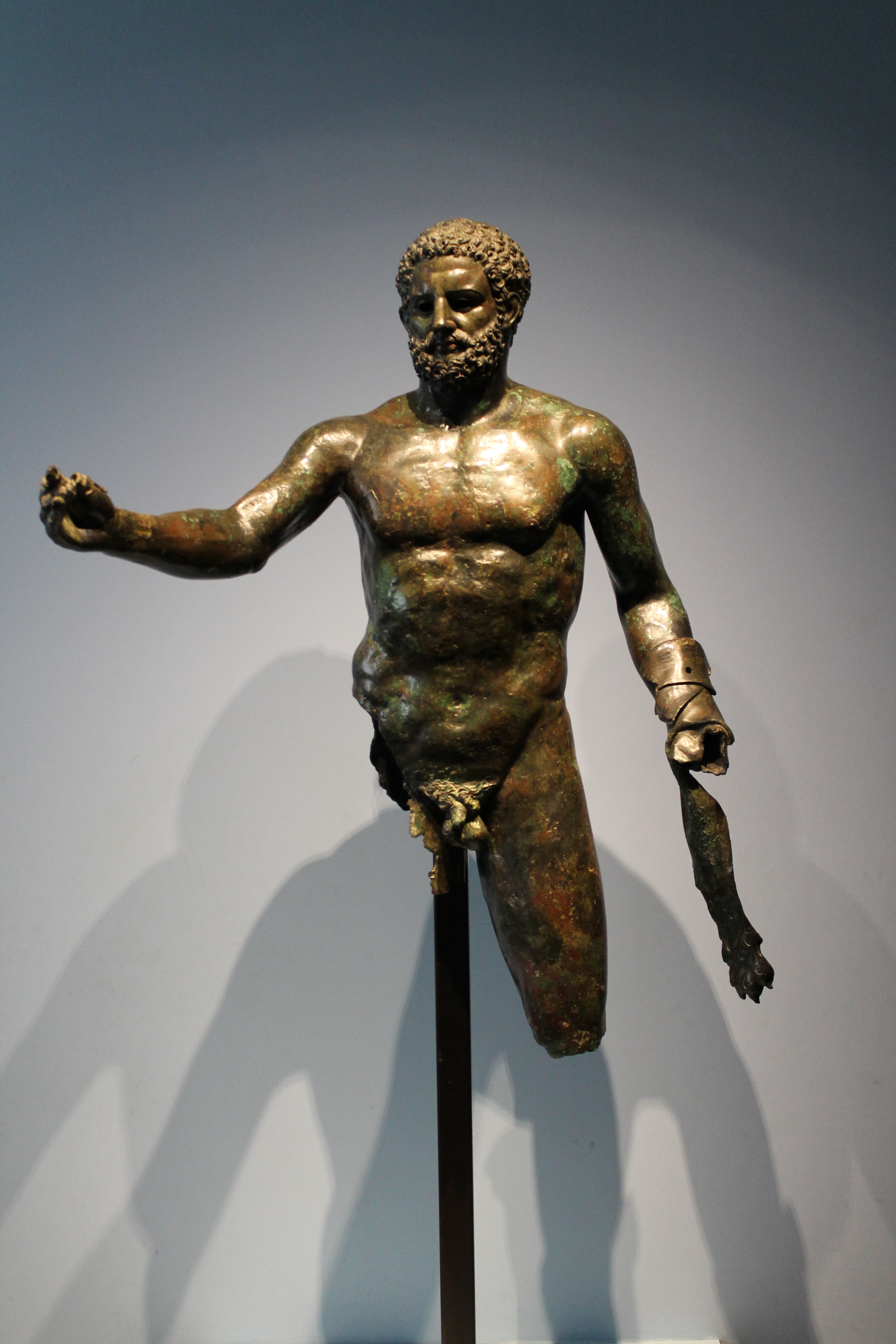
Estatua de Hércules
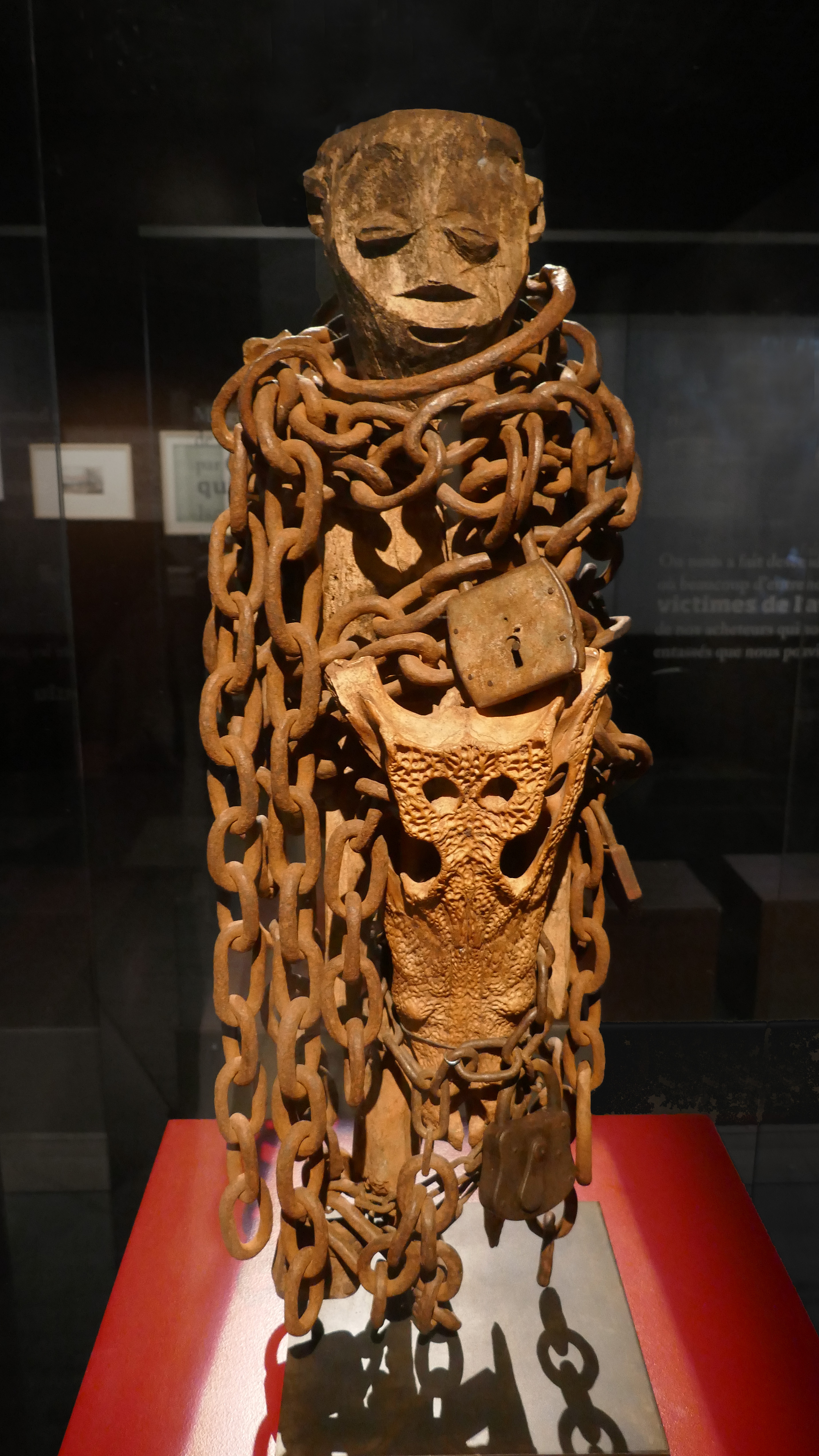
Fon fetish, Musée d'Aquitaine.
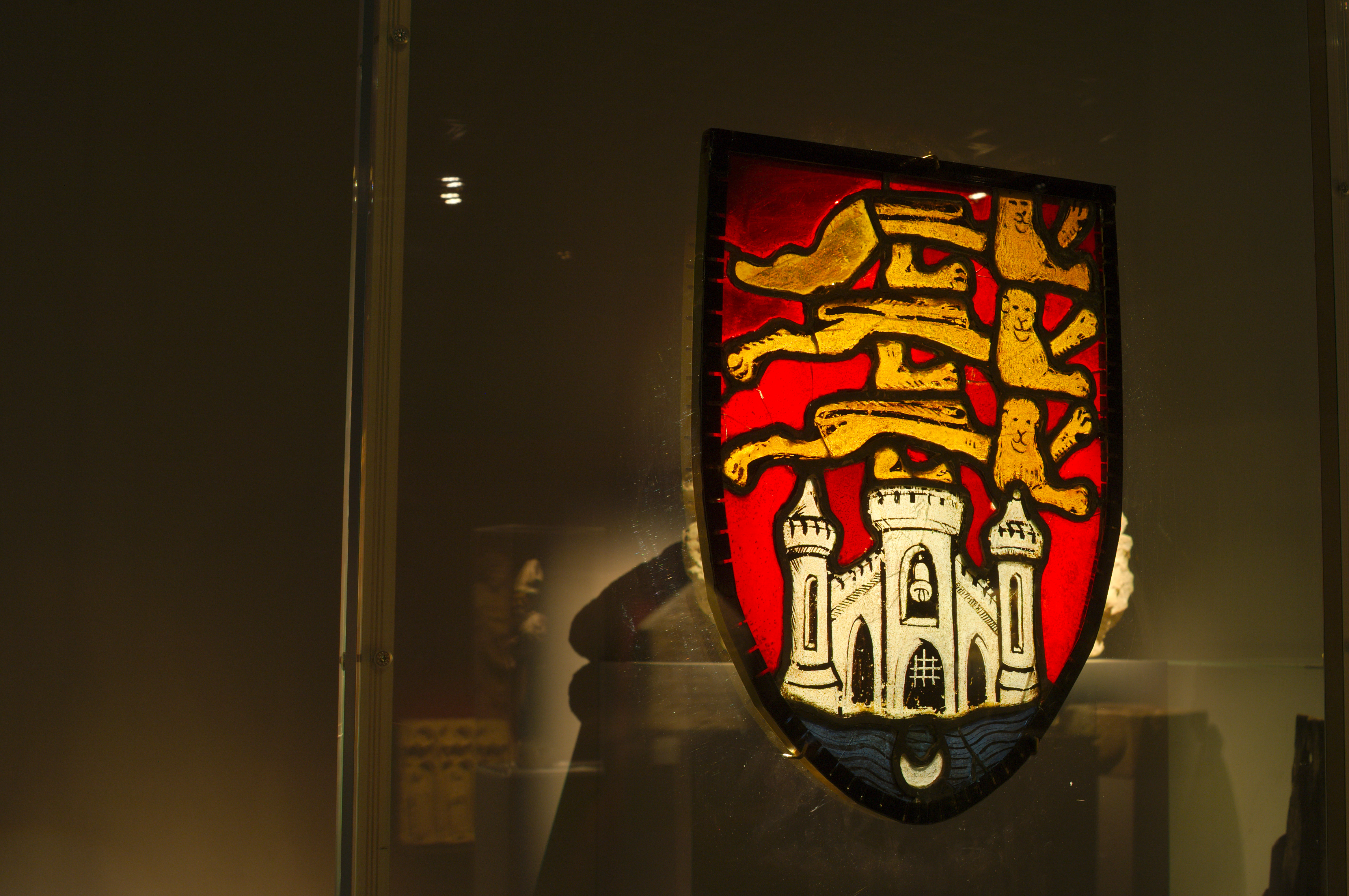
Vitral con las armas de Burdeos